# Vizmanos
Vizmanos è un comune spagnolo di 27 abitanti situato nella comunità autonoma di Castiglia e León.
Il comune comprende la località di Verguizas.